# All Tomorrow's Parties (festival)
All Tomorrow's Parties è stato un festival musicale che si svolgeva in Inghilterra all'holiday camp di Pontins a Camber Sands nell'East Sussex, ed in precedenza a Butlins di Minehead nel Somerset.
Il festival, il cui nome rimanda alla canzone All Tomorrow's Parties dei The Velvet Underground, fu fondato da Barry Hogan nel 1999 come alternativa a festival di più grandi dimensioni come quello di Reading e con un'attenzione maggiore verso generi di nicchia come il post-rock, l'avanguardia e l'hip hop più underground. Viene presentato in luoghi più intimi rispetto ad uno stadio o ai grandi spazi aperti tipici dei grandi concerti, vive senza sponsor dove organizzatori ed artisti alloggiano assieme ai propri fan.
Il festival prevedeva una band, musicista o artista chiamato a "curare" il proprio weekend scegliendo secondo il proprio gusto personale i gruppi che faranno parte del cartellone.

## Edizioni

### 2000
Gran Bretagna
L'edizione si è tenuta nei giorni 7-8-9 aprile 2000 ed è stata curata dai Mogwai.
- ...And You Will Know Us by the Trail of Dead
- Alfie
- Aphex Twin
- Arab Strap
- Bardo Pond
- Clinic
- Ganger
- Godspeed You! Black Emperor
- Gorky's Zygotic Mynci
- Hood
- Labradford + Pan American
- Laika

- Ligament
- Mice Parade
- Mogwai
- Motor Life Co.
- Pan American
- Plaid
- Plone
- Pram
- Radar Brothers
- Scott 4
- Shellac

- Sigur Rós
- Snow Patrol
- Sonic Youth
- Sophia
- Stereolab
- Super Furry Animals
- Tarwater
- Ten Benson
- The Delgados
- The For Carnation
- The High Llamas
- Two Dollar Guitar
- Wire

### 2001
Gran Bretagna
L'edizione si è tenuta nei giorni 6-7-8 aprile 2001 ed è stata curata dai Tortoise.
- Atmosphere
- Autechre
- Boards of Canada
- Broadcast
- Calexico
- Cannibal Ox
- Derek Bailey
- DJ Fred Ones
- EL-P + MURS

- Fred Anderson Trio
- Lambchop
- Mike Ladd
- Mira Calix
- Mr Lif
- Neil Hamburger
- Prefuse 73
- Radian
- Rick Rizzo and Tara Key

- Russell Haswell
- Sun Ra Arkestra
- Television
- The Eternals
- The Ex
- The Sea and Cake
- Tony Allens Afro Beat
- Tortoise
- US Maple
- Yo La Tengo

### 2002
Gran Bretagna
L'edizione si è tenuta nei giorni 19-20-21 e 26-27-28 aprile 2002 ed è stata curata dai Shellac.
Arcwelder, Blonde Redhead, Bonnie 'Prince' Billy, Brick Layer Cake, Cheap Trick, Consonant, Danielson Famile, David Lovering, Dead Moon, Dianogah, Do Make Say Think/Godspeed You! Black Emperor (joint set), FlourFlour, High Dependency Unit, Lonesome Organist, Low, Mark Robinson, Melt Banana, Mission of Burma, Nina Nastasia, Oxes, Plush, PW Long, Rachel's, Robbie Fulks, Shannon Wright, Shellac, Shipping News, Silkworm, Smog (cantautore), The Breeders, The Ex Orkest, The Fall, The New Year, The Upper Crust, Three Second Kiss, Threnody Ensemble, Versus, Wire, Zeni Geva
 Stati Uniti
L'edizione si è tenuta nei giorni 15-16-17 marzo 2002 ed è stata curata dai Sonic Youth.
Aphex Twin, Asheton Mascis e Mike Watt, Bardo Pond, Big Star, Black Dice, Boredoms, Bride of No No, Califone, Cannibal Ox, Cat Power, Cecil Taylor, Chris Lee, Christina Rosenvinge, Dead C, Deerhoof, Destroy All Monsters, DJ Olive, Eddie Vedder, Erase Errata, Fred Anderson Trio, Fursaxa, Gerard Malanga, Ikue Mori, Ira Cohen, Jackie-O Motherfucker, Jim O'Rourke, Kevin Drumm, Leah Singer, Lydia Lunch, Madlib, Mats Gustafsson, Merzbow, Mike Watt + The Secondmen, Nathaniel Mackey, Neil Michael Hagerty, Nels Cline, Papa M, Peaches, Pita, Quix*o*tic, Renee Gladman, Saccharine Trust, Satans Tornade, Sleater-Kinney, Smog, Stephen Malkmus and the Jicks, Stereolab, Television, Tony Conrad, Unwound, U.S. Maple, White Out, Wilco, William Winant

### 2003
Gran Bretagna
L'edizione si è tenuta nei giorni 4-5-6 aprile 2003 ed è stata curata dagli Autechre.
A Guy Called Gerald, Andrea Parker, Anthony 'Shake' Shakir, Aphex Twin, Baby Ford, Bernard Parmegiani, Coil, Curtis Roads, Disjecta, Drexciyan DJ Stingray, Earth, EL-P + MURS, Farmersmanual, G-Man, Florian Hecker, Jim O'Rourke, Kool Keith, Kut Masta Kurt, LFO, Mark Broom, Mira Calix, Ned Beckett, O.S.T., Pita, Public Enemy, Req, Russell Haswell, Sluta Leta, SND, Sonic Sum, Stasis, Strictly Kev, Sunn O))), Surgeon, The Fall, The Magic Band, Thirstin Howl III, Venetian Snares, Yasunao Tone + Hecker, Zoviet France, Skam Records Room: Alder and Elius, Bola, DJ Woody, Freeform, Gescom, Made, Meam, Mike Williamson, Mr 76IX, N M B Allstars, North Manchester Bedroom Allstars, Push Button Objects, Skam DJ's, Tatamax, Team Doyob, Wevie Stonder, ZK
 Stati Uniti
L'edizione si è tenuta nei giorni 8-9 novembre 2003 ed è stata curata da Matt Groening.
!!!, Built to Spill, Modest Mouse, Sonic Youth, The Black Heart Procession, The Magic Band, The Shins, Unknown Hinson, Daniel Johnston, Danielson Famile, Deerhoof, John Wesley Harding, Mike Watt/George Hurley Minutemen, Morris Tepper, Spoon, Bangs, Bardo Pond, Har Mar Superstar, Iggy & The Stooges, James Chance and The Contortions, Mission of Burma, The Mars Volta, American Analog Set, Carla Bozulich Red Headed Stranger Show, Cat Power, Electrelane, Jackie-O Motherfucker, Liarbird, Terry Riley/Stefano Scodanibbio

### Gran Bretagna 2004 The Director's Cut Weekend One 26-27-28/3/2004curato da Mogwai/Tortoise/Shellac
A Whisper in the Noise, Acid Mothers Temple, Arcwelder, Atombombpocketknife, Azita, Bobby Conn, Boredoms, Botnledja, Cat Power, Converge, Dead Meadow, Entrance, Envy, French Toast, Growing, Isis, James Orr Complex, Kid606, Lightning Bolt, Luke Haines (cancelled), Lungfish, McLusky, Mike Watt + The Jom & Terry Show, Mike Watt + The Secondmen, Mogwai, Nobukazu Takemura + Aki Tsuyuko, Papa M, Part Chimp, Phillip Roebuck, Prefuse 73, Shellac, Sonic Boom, Stinking Lizaveta, Sun City Girls, The Dishes, The Seconds, Todd, Tortoise, Trans Am, Turbonegro, Uzeda

### Gran Bretagna 2004 The Director's Cut Weekend Two 2-3-4/4/2004curato da Stephen Malkmus and the Jicks/Sonic Youth/Foundation
Angelblood, Arab Strap, Bardo Pond, Black Dice, Carla Bozulich Red Headed Stranger Show, Cass McCombs, Cat Power, Charalambides, Deerhoof, Dizzee Rascal, Double Leopards, Dream/Aktion Unit, Ella Guru, Enon, Erase Errata con Anxious Rats, ESG, Explosions in the Sky, Fuck, Fursaxa, Har Mar Superstar, Jackie-O Motherfucker, James Yorkston, LCD Soundsystem, Le Tigre, Lightning Bolt, Love, Mighty Flashlight, Mission of Burma, Modest Mouse, Nina Nastasia, OOIOO, Polmo Polpo/Hangedup, Saccharine Trust, Sonic Youth, Sophia, Stephen Malkmus and the Jicks, The Fiery Furnaces, The Notwist, The Shins, The Tindersticks, Threnody Ensemble, Trad Gras Och Stenar, Vibracathedral Orchestra, Vincent Gallo, White Magic, Wolf Eyes

### Stati Uniti2004 6-7/11/2004curato dai Modest Mouse
Explosions in the Sky, J Mascis + The Fog, Lou Reed, Lungfish, Modest Mouse, The Black Heart Procession, The Walkmen, Wolf Parade, Sufjan Stevens, The Buff Medways featuring Billy Childish, White Hassle, White Magic, Willy Mason, Built to Spill, Constantines, Stephen Malkmus and the Jicks, The Cramps, The Flaming Lips, The Shins, Eagles of Death Metal, Love As Laughter, Magic Magicians, Peaches, Radar Brothers, Those Peabodys

### Gran Bretagna 2004 A Nightmare Before Christmas 3-4-5/12/2004curato da Jake and Dinos Chapman
LFO, Lightning Bolt, Peaches, Throbbing Gristle, Mike Watt/George Hurley Minutemen Duet, Shellac, Wolf Eyes, DJ Rob Hall, Freeform, Quinoline Yellow, Skam DJ's + Skam Visuals, Team Doyobi, ...And You Will Know Us by the Trail of Dead, Bird Blobs, Mercury Rev, Miss Kittin, Liars, Aphex Twin, Comets on Fire, Growing, Little Wings, The Silver Mount Zion Orchestra, Hecker, Kevin Drumm, Pita, Russell Haswell, Destroy All Monsters, Hood, Pelican, Sunn O))), The Fall, Violent Femmes, Carl Craig, DJ Cherrystones vs DJ Spykid, N>E>D + Tom Pants

### Gran Bretagna 2005 Weekend One 25-26-27/2/2005curato dagli Slint
Bad Wizard, Born Heller, Brightblack, Deerhoof, Early Man, Endless Boogie, Faun Fables, King Kong, Love As Laughter, Sons & Daughters), Matmos, Mighty Flashlight, Mogwai, Múm, Need New Body, Neil Hamburger, Pearls and Brass, Polar Goldie Cats, Rednails, Sean Garrison and the Five Finger Discount, Slint, Spoon, Staremaster, The Melvins, The Naysayer, White Magic

### Gran Bretagna 2005 Weekend Two 22-23-24/4/2005curato da Vincent Gallo
Afrirampo, Autolux, Buck 65, DJ Ellen Allien, Gang Gang Dance, I Am Kloot, James Chance and the Contortions, Jayne County, John Foxx, John Frusciante, Kid Koala, Leslie Winer, Lydia Lunch, Magik Markers, Merzbow, Money Mark, Nikolai Haas, Olivia Tremor Control, Peaches, PJ Harvey (solo), Prefuse 73, Sean Lennon, Suicide, Ted Curson, The Jon Spencer Blues Explosion, The Tints, The Zombies, Thread Pulls, Trapist, Vincent Gallo, Vitamin B-12, Women and Children, Yōko Ono + Sean Lennon, Yuka Honda

### Gran Bretagna 2005 A Nightmare Before Christmas 2-3-4/12/2005curato da The Mars Volta
400 Blows, Acid Mothers Temple, Anthony and the Johnsons, Battles, Beans featuring Holy Fuck, Blonde Redhead, The Cinematic Orchestra, CocoRosie, Damo Suzuki + Jelly Planet, Dälek, Diamanda Galás, DJ Nobody, Dudley Perkins, Dungen, Gris Gris, Hella, High on Fire, Holger Czukay, J-Rocc, Jaga Jazzist, Jai-Alai Savant, JR Ewing, Kill Me Tomorrow, Les Savy Fav, Lydia Lunch, Madlib, Mastodon, Michael Rother, Peanut Butter Wolf, Quintron and Miss Pussycat, Saul Williams, Subtitle, The Eternals, The Fucking Champs, The Kills, The Locust, The Mars Volta, Weird War, Year Future

### Gran Bretagna 2006 United Sounds of ATP Weekend One 12-13-14/5/2006curato da Mudhoney/The Yeah Yeah Yeahs/Devendra Banhart
Vashti Bunyan, Vetiver, Espers, Bat For Lashes, Jana Hunter, The Metallic Falcons, Danielle Stech-Homsy, Bert Jansch, The Watts Prophets, Tarantula AD, Ramblin' Jack Elliott, Jandek, Devendra Banhart, Mudhoney, Comets on Fire, Black Mountain, The Drones, The Scientists, Country Teasers, David Dondero, Jon Wahl & The Amadans, Total Sound Group Direct Action Committee, The Flesh Eaters, Mark Pickerel, Holly Golightly, Yeah Yeah Yeahs, Liars, TV on the Radio, Oneida, The Blood Brothers, Celebration, Imaginary Folk, Services, Magik Markers, Ex Models, Hundred Eyes

### Gran Bretagna 2006 United Sounds of ATP Weekend Two 19-20-21/5/2006curato da Dinosaur Jr/Sleater-Kinney/The Shins
The New Pornographers, The Decemberists, Clinic, Big Business, Triangle, Destroyer, The Black Keys, Dungen, Elf Power, Electrelane, The Shins, Sleater-Kinney, David Cross, The Gossip, Spoon, Lightning Bolt, Joanna Newsom, Boredoms, Radar Bros, 1990s, Edith Frost, The Black Heart Procession, The Fiery Furnaces, Dinosaur Jr, Dead Meadow, Bevis Frond, Broken Social Scene, The Brian Jonestown Massacre, The Lilys, Eater, Magik Markers, Herman Düne, Mt Eerie/The Microphones, Mission of Burma, Teenage Fanclub

### Gran Bretagna 2006 A Nightmare Before Christmas 8-9-10/12/2006curato da Thurston Moore
Iggy & The Stooges, Sonic Youth, Bardo Pond, Six Organs of Admittance, Jackie-O Motherfucker, My Cat Is an Alien, Melvins, Richard Youngs, Charalambides, The Skaters, Magik Markers, Alexander Tucker, Deerhoof, Wooden Wand, Sunburned Hand of the Man, Wolf Eyes, Negative Approach, Dead C, Monotract, Prurient, Awesome Colour, dkt/MC5, Dinosaur Jr., Gang of Four, Be Your Own Pet, Nurse conWound, Aaron Dilloway, Major Stars, Lambsbread, Hive Mind, Leslie Keffer, Notekillers, Dead Machines, Family Underground, White Out con Nels Cline, Peter Brötzmann e Hans Bennink, MV/EE + The Bummer Road, Hair Police, Bark Haze (Thurston Moore, Gown and Pete Nolan), Taurpis Tula, Islaja, The New Blockaders con The Haters, 16 Bitch Pile-Up, Blood Stereo, Flipper, No Neck Blues Band, Comets On Fire, Fursaxa, Double Leopards, Mouthus, Sun City Girls.

### Gran Bretagna 2007 All Tomorrow's Parties Weekend One 27-28-29/4/2007curato da Dirty Three
Dirty Three, Nick Cave, Papa M, Low, The Drones, Tara Jane O'Neil, Grinderman, Magnolia Electric Company, Brokeback, Faun Fables, A Silver Mt. Zion, Devastations, Spiritualized Acoustic Mainlines, Joanna Newsom, Yann Tiersen, Einstürzende Neubauten.

### Gran Bretagna 2007 All Tomorrow's Parties Weekend Two 18-19-20/5/2007curato da ATP & the fans
Built to Spill, Sparklehorse, Akron Family, Notwist, Echo & The Bunnymen, Do Make Say Think, Death Vessel, Brightblack Morning Light, Shellac, Micah P. Hinson.

### Gran Bretagna 2007 A Nightmare Before Christmas 7-9/12/2007 - curato dai Portishead
A Hawk and a Hacksaw, Aphex Twin, Atavist, Autolux, Black Mountain, The Blessing, Blood Island Raiders, Boris, Chrome Hoof, Crippled Black Phoenix, Damo Suzuki, Don Mandarin, Dylan Howe, Earth, Françoiz Breut, Fuck Buttons, Fuzz Against Junk, The Gas Giants, Glenn Branca, Gonga, GZA, The Heads, The Horrors, Jah Shaka Soundsystem, Jerry Sadowitz, Joe Volk, John Cooper Clarke, John Parish, Jukes, Julian Cope, Kling Klang, Lucky Luke, Madlib, Malachai, Malcolm Middleton, Om, Oneida, Oren Ambarchi, Polar Bear, Portishead, Rosie Red Rash, Seasick Steve, Silver Apples, Sparklehorse, Sunn O))), Team Brick, Thought Forms, Thurston Moore.

### Gran Bretagna Weekend One 9-11/5/2008 - curato da ATP/Pitchfork
Artisti ATP: Ween, Sebadoh, Fuck Buttons, Pissed Jeans, Apse, The Black Angels, Shit and Shine, Meat Puppets, Deerhunter, Wooden Shjips, Marissa Nadler, Redd Kross, Even, Harmonia, Carsick Cars, Howlin' Rain, Born Ruffians, Girls Against Boys.
Artisti Pitchfork: Dirty Projectors, of Montreal, Caribou, Man Man, Glass Candy, Los Campesinos!, No Age, Les Savy Fav, Hot Chip, Black Lips, The Hold Steady, Yeasayer, A Place to Bury Strangers, Jens Lekman, The Clientele, Vampire Weekend, Jay Reatard, Times New Viking, Bon Iver, Hot Chip.

### Gran Bretagna 2008 16-18/5/2008 Weekend Two - curato da Explosions in the Sky
Explosions in the Sky, Broken Social Scene, Iron & Wine, Dinosaur Jr., Adem, ...And You Will Know Us by the Trail of Dead, Polvo, Animal Collective, A Hawk and a Hacksaw, Eluvium, The Paper Chase, Four Tet, Ghostface Killah, Western Keys, Silver Jews, Jens Lekman, Mono, The National, Sunset Rubdown, Lichens, Stars of the Lid, Battles, De La Soul, Saul Williams, Raekwon, The Field, Okkervil River, Atlas Sound, The Pale Gallery, The Octopus Project, Constantines, Beach House, World's End Girlfriend, Phosphorescent, Papier Tigre, Envy

### Gran Bretagna 2008 A Nightmare Before Christmas (5-7/12/2008) - curato da Melvins/Mike Patton
Melvins, Isis, Neil Hamburger, Dälek, Big Business, The Black Heart Procession, Torche, Kill Me Tomorrow, J.G. Thirlwell's Manorexia, The Dirtbombs, Mastodon, Butthole Surfers, Fantômas, The Locust, Zu, Bohren & der Club of Gore, Farmers Market, Squarepusher, Soulsavers con Mark Lanegan, White Noise, The Damned, Karlheinz Stockhausen con Steinberg & William Winant, MadLove, Double Negative, Boss Hog, Rahzel, Teenage Jesus and the Jerks, Tweak Bird, Os Mutantes, Meat Puppets, Joe Lally, Mugison, Monotonix, Taraf de Haïdouks, Bernard Parmegiani, Porn, Labeque Sisters, Vocal Sampling, Fennesz, Kool Keith + KutMasta Kurt, Ghostigital, Junior Brown, Martina Topley-Bird, Leila, James Blood Ulmer and Melvins 1983

### Gran Bretagna 2009 Weekend One - ATP Vs The Fans 2: The Fans Strike Back! (8-10/5/2009)
Curated by ATP:
Devo, Grails, Sleep, Spiritualized, Young Marble Giants, Antipop Consortium, Sleepy Sun, The Jesus Lizard, The Cave Singers, Retribution Gospel Choir, Health, Shearwater, Pink Mountaintops, The Acorn, Qui, Liam Finn, Hush Arbors, This Will Destroy You, Grouper, Nico Muhly, Sian Alice Group, Grizzly Bear, Edan.
Curated by The Fans:
Killing Joke, Beirut, Electric Wizard, M83, Marnie Stern, Future of the Left, Errors, Parts & Labor, Jeffrey Lewis, The Mae Shi, School of Seven Bells, Harvey Milk, Jesu, Casiotone for the Painfully Alone, Lords, !!!, Fuck Buttons, Andrew W.K.
Curated by Lydia Lunch - Spoken Word Stage:
Lydia Lunch, Martyn Waites, Jake Arnott, Cathi Unsworth, John Tottenham, Bibbe Hansen

### Gran Bretagna 2009 Weekend Two - curato dai The Breeders
15-17/05/2009.
The Breeders, Throwing Muses, Bon Iver, Holy Fuck, Teenage Fanclub, Kimya Dawson, Pit Er Pat, Deerhunter, Gang of Four, Shellac, Foals, Zach Hill, The Soft Pack (formerly The Muslims), The Holloys, Styrofoam, CSS, Supersuckers, Yann Tiersen, X, The Whispertown 2000, Tricky, Mr. Lif, J-Zone, Blood Red Shoes, Melt-Banana, Giant Sand, Th' Faith Healers, Madlib & J-Rocc, Heartless Bastards, Wire, Times New Viking, The Bronx, The Frogs, Distortion Felix, Buffalo Killers, Dianogah, Tune-Yards and Scarlett Thomas.

### Gran Bretagna 2009 Nightmare Before Christmas - curato dai My Bloody Valentine
04-06/12/2009.
My Bloody Valentine, Sonic Youth, De La Soul, EPMD, Sun Ra Arkestra, The Horrors, Buzzcocks, Spectrum, Fucked Up, Le Volume Courbe, Wounded Knees, The Pastels, Witch, Lilys, A Place to Bury Strangers, J Mascis + The Fog, Bob Mould, Swervedriver, Dirty Three, Primal Scream, Serena Maneesh, Yo La Tengo, Brightblack Morning Light, The Membranes, Josh T Pearson, Ariel Pink, Lightning Bolt, That Petrol Emotion, múm, Harmony Rockets, Th' Faith Healers, School of Seven Bells, No Age, Robin Guthrie, The Robert Coyne Outfit and The Pains of Being Pure at Heart.

### UK 2009 In Between Days
07-10/12/2009.
Fuck Buttons, Lightning Bolt, Tall Firs, Dirty Three, Josh T Pearson, Bardo Pond, Apse, Alexander Tucker, múm, Om, Growing, Polvo, Deerhoof, Crispin Glover and Sleepy Sun.

### UK 2009 Tenth Birthday Party
11-13/12/2009.
Battles, Explosions in the Sky, Stephen Malkmus and the Jicks, J Mascis + The Fog, Sunn O))), Tortoise, Shellac, Dirty Three, Melvins, Mudhoney, Papa M, The For Carnation, Deerhoof, The Drones, Sleepy Sun, Bardo Pond, Fuck Buttons, Apse, Alexander Tucker and Decomposed Orchestra, Yeah Yeah Yeahs, The Breeders, Modest Mouse, Om, Lightning Bolt, múm, Tall Firs, Porn, Edan, The Magic Band, The Mars Volta, Beak, Afrirampo, Devendra Banhart, Growing, Polvo, Josh T. Pearson, Six Organs of Admittance, Ricky Powell and Crispin Glover.

### UK 2010 curato da Matt Groening
7–9 maggio 2010.
Iggy & The Stooges, Joanna Newsom, Spiritualized, The xx, CocoRosie, Built to Spill, She & Him, James Chance and the Contortions, Liars, Boredoms, The Raincoats, Toumani Diabaté, Danielson, Anni Rossi, James Blackshaw, Viv Albertine's Limerence, Panda Bear, Daniel Johnston, The Residents, Deerhunter, Broadcast, Shonen Knife, Ruins (Tatsuya Yoshida), Amadou & Mariam, Ponytail, Konono Nº1, Thee Oh Sees, Juana Molina, Lightning Dust, Hope Sandoval, Tiger Lillies, Hello Saferide, The Fresh And Onlys, Cold Cave, Trash Kit and Jill Sobule.

### UK 2010 curato da Pavement
14–16 maggio 2010.
Pavement, Atlas Sound, The Authorities, Blitzen Trapper, Broken Social Scene, Calexico, The Clean, Camera Obscura, The Drones, Enablers, Endless Boogie, The Fall, Faust, The Fiery Furnaces, Grails, Los Campesinos!, Marble Valley, Mission of Burma, Omar Souleyman + Sublime Frequencies, Pierced Arrows, Quasi, The Raincoats, Saccharine Trust, Sic Alps, Spiral Stairs, The 3Ds, Wildbirds & Peacedrums, Wooden Shjips, Boris, Mark Eitzel, Monotonix, The Dodos, Venom P. Stinger, Wax Fang, Tim Chad & Sherry, Horse Guards Parade, Still Flyin', Terry Reid featuring Matt Sweeney, Times New Viking, Avi Buffalo and Surfer Blood.

### UK 2010 Nightmare Before Christmas curato da Godspeed You! Black Emperor
3–5 dicembre 2010.
Godspeed You! Black Emperor, Bardo Pond, The Ex, Deerhoof, Tim Hecker, Mike Watt, Scout Niblett, Neurosis, Black Dice, The Dead C, Francisco López, Wolves in the Throne Room, Rangda, Marissa Nadler, Growing, "Weird Al" Yankovic, Nomeansno, Emeralds, White Magic, Josephine Foster, Daniel Higgs, Boban I Marko Markovic Orchestra, Cluster, Mah Jong, Charlemagne Palestine, Maher Shalal Hash Baz, Keiji Haino, Flower / Corsano Duo, Borbetomagus, Daniel Menche, Country Teasers, Bruce Mcclure, Berg Sans Nipple, Sick Llama, Oneida present The Ocropolis, Thee Oh Sees, Hangedup, Matana Roberts, Land Of Kush, Philip Jeck, John Butcher, Tindersticks, The Sadies, Yomul Yuk and Dreamcatcher.

### UK 2010 In Between Days curato da Amos
6–9 dicembre 2010.
Autolux, Caribou, Cave, Connan Mockasin, Wooden Shjips, Moon Duo, Emeralds, White Hills, DJ Cherrystones, Factory Floor, Holy Fuck, Mugstar, Ulrich Schnauss, Four Tet, Hallogallo (Michael Rother and Friends suonano i Neu!), Yob and Urfaust.

### UK 2010 (Bowlie 2) curato dai Belle & Sebastian
10–12 dicembre 2010.
Belle & Sebastian, Field Music, Frightened Rabbit, Los Campesinos!, Howlin' Rain, Julian Cope, Those Dancing Days, The Vaselines, Vashti Bunyan, Teenage Fanclub, The New Pornographers, The Apples in Stereo, Isobel Campbell con Mark Lanegan, Silver Columns, Foals, Crystal Castles, Dean Wareham plays Galaxie 500, Mulatu Astatke, Edwyn Collins, Steve Mason, Dirty Projectors, The Zombies, Jenny And Johnny, Sons and Daughters, Trembling Bells, Abagail Grey, Zoey Van Goey, 1900s, 1990s, Wild Beasts, Lætitia Sadier, Camera Obscura, Saint Etienne, Franz Ferdinand, Jane Weaver, Daniel Kitson & Gavin Osborn, The Go! Team and Jane Weaver.

### UK 2011 ATP curato da Animal Collective
13–15 maggio 2011.
Animal Collective, Gang Gang Dance, Lee "Scratch" Perry, Black Dice, Ariel Pink's Haunted Graffiti, Meat Puppets, The Frogs, Omar-S, Prince Rama, Spectrum, Dent May, Group Doueh, The Brothers Unconnected, Sublime Frequencies, Deradoorian, Zomby, Vladislav Delay, Big Boi, Terry Riley, Thinking Fellers Union Local 282, Atlas Sound, Micachu And The Shapes, The Entrance Band, Orthrelm, Tickley Feather, Drawlings, Teengirl Fantasy, Kria Brekkan, Eric Copeland, Beach House, Ear Pwr, Floating Points, Mick Barr, Tony Conrad, Grouper, Actress, Oneohtrix Point Never, Kurt Vile And The Violators, Khaira Arby, Soldiers Of Fortune and Matt Baetz.

### London 2011 I'll Be Your Mirror curato da Portishead & ATP
23-24 luglio 2011.
Portishead, PJ Harvey, DOOM, Company Flow, The Books, Factory Floor, Beak, Black Roots, DD/MM/YYYY, Foot Village, Helen Money, Thought Forms, and The London Snorkelling Team, Godspeed You! Black Emperor, Grinderman, Alan Moore & Stephen O'Malley, Swans, Beach House, Caribou, Liars, The Telescopes, The Passion Of Joan Of Arc, Anika, S.C.U.M, Acoustic Ladyland, and Fairhorns, and The Sundowners.

### UK 2011 A Nightmare Before Christmas Curato da Battles, Caribou & Les Savy Fav
09–11 dicembre 2011.
Scelti da Les Savy Fav: Les Savy Fav, Hot Snakes, Archers of Loaf, No Age, The Dodos, Holy Fuck, Marnie Stern, Wild Flag, Total Control, Oxes, Surfer Blood, Simian Mobile Disco DJs, Violent Soho, The Budos Band and Future Islands.
Scelti da Battles: Battles, Flying Lotus, The Psychic Paramount, Gary Numan, Bitch Magnet, Washed Out, Thank You, Nisennenmondai, Phil Manley Life Coach, Dead Rider, Walls (live), Underground Resistance, Cults, The Field and Matias Aguayo.
Scelti da Caribou: Caribou, The Ex con Getatchew Mekurya, Junior Boys, Omar Souleyman, Factory Floor, Four Tet, Theo Parrish, Toro Y Moi, Orchestra of Spheres, Pharoah Sanders, Sun Ra Arkestra, Silver Apples, Connan Mockasin, Roll The Dice, DJ Rashad & DJ Spinn.

### UK 2012 ATP Curato da Jeff Mangum (Neutral Milk Hotel)
9–11 marzo 2012 
Jeff Mangum, The Olivia Tremor Control, Young Marble Giants, The Magic Band, The Raincoats, A Hawk and a Hacksaw, The Apples in Stereo, Mike Watt & George Hurley suonano i Minutemen, Robyn Hitchcock, Scratch Acid, Yann Tiersen, Elephant 6 Holiday Surprise, Half Japanese, Low, Boredoms, The Fall, Lost In The Trees, Joanna Newsom, Thurston Moore, Sebadoh, Tall Firs, Jon Spencer Blues Explosion, The Magnetic Fields, Versus, Group Doueh, The Music Tapes, Mount Eerie, Roscoe Mitchell, Earth, ACME (American Contemporary Music Ensemble) performing Gavin Bryars, Rafael Toral, Matana Roberts, Yamantaka // Sonic Titan, Demdike Stare, Blanck Mass, Sun Ra Arkestra, Oneohtrix Point Never, Feathers and Charlemagne Palestine.

### London 2012 I'll Be Your Mirror curato da Mogwai e ATP
25-27 maggio 2012.
Slayer performing Reign in Blood, Sleep, Melvins, Wolves in the Throne Room, Yob, A Storm of Light, Mogwai, Dirty Three, Mudhoney, Codeine, Chavez, Bill Wells & Aidan Moffat, The Music of Can: Unreleased Music & Discussion con Irmin Schmidt + Jono Podmore, Harvey Milk, Floor, The Soft Moon, Umberto, Balam Acab, Antoni Maiovvi, The Afghan Whigs, The Make-Up, Archers of Loaf, Thee Oh Sees, Yuck, Sleepy Sun, Tennis, Tall Firs, Forest Swords, Demdike Stare, Siskiyou, Blanck Mass

### UK 2012 Nightmare Before Christmas curated da Shellac
30 novembre-2 dicembre 2012.
Shellac, Wire, Scrawl, Mission Of Burma, The Ex + Brass Unbound, Red Fang, Shannon Wright, The Membranes, ALiX, Bear Claw, Helen Money, Dead Rider, Arcwelder, Neurosis, Melt Banana, Uzeda, Prinzhorn Dance School, Three Second Kiss, Buke and Gase, Oxbow, Nina Nastasia, Zeni Geva, Bottomless Pit, Pinebender and STNNNG.

### UK 2012 ATP Curato da The National
7–9 dicembre 2012.
The National, Kronos Quartet, The Antlers, Owen Pallett, Boris, Tim Hecker, Sharon Van Etten, My Brightest Diamond, Wye Oak, Lower Dens, Megafaun, Suuns, Dark Dark Dark and Buke and Gase, Bear In Heaven, Local Natives, Kurt Vile, Michael Rother presents the music of Neu! and Harmonia, Deerhoof, Menomena, Youth Lagoon, Nico Muhly, Stars of the Lid, Perfume Genius, Richard Reed Parry (Arcade Fire), Mark Mulcahy (Miracle Legion), Kathleen Edwards, Hauschka, This Is The Kit, So Percussion, Hayden.

### 2013
UK 2013 Weekend 1 ATP Curato da TV on the Radio
10–12 maggio 2013.
TV on ohe Radio, Spank Rock, El-P, Tinariwen, Shabazz Palaces, Thee Oh Sees, CSS, Saul Williams, Celebration, Talibam!, North America, Daniel Higgs (Lungfish), De La Soul, MF Doom, Doseone, Dark Dark Dark, Unknown Mortal Orchestra, Dragons of Zynth, Lone Wolf and Cub, Death Grips, Why?, Antibalas, Bouquet, Light Asylum, Marques Toliver, Mykki Blanco, Iran, The Juggs and Rain Machine.
London 2013 I'll Be Your Mirror curato da Yeah Yeah Yeahs
4 maggio 2012.
Yeah Yeah Yeahs, The Jon Spencer Blues Explosion, The Locust, The Black Lips, The Field, J.G. Thirlwell's Manorexia, Prince Rama, Dirty Beaches, Jah Shaka, King Khan & The Shrines, Big Freedia, Mick Harvey w/ guest Sophia Brous - Performing the music of Serge Gainsbourg, Anika, K Holes and DJ Jonathan Toubin.
 Gran Bretagna Weekend 2 ATP
L'edizione si è tenuta nei giorni 21–23 giugno 2013 ed è stata curata da Deerhunter.
- Deerhunter
- Atlas Sound
- The Breeders
- Panda Bear
- Avey Tare
- Pere Ubu
- Dan Deacon
- Tim Gane
- Lætitia Sadier

- Kim Gordon & Ikue Mori
- No Age
- Black Lips
- Tom Tom Club
- Rhys Chatham con Oneida
- William Basinski
- Ex Models con Kid Millions
- Samara Lubelski
- Blues Control con Laraaji

- DJ Set/Spoken Word by Eric Isaacson (Mississippi Records founder)
- Steve Reich con The London Sinfonietta
- Robyn Hitchcock
- Lonnie Holley
- Hollow Stars
- Blue Orchids
- Black Dice